# 教誨師 (映画)
『教誨師』（きょうかいし）は、2018年制作の日本映画。
死刑囚と対話する教誨師を主人公にしたドラマ映画。大杉漣の最後の主演映画で、大杉はエグゼクティブ・プロデューサーも務めている。なお、大杉は本作が唯一のプロデュース作品となった。
主演の大杉漣が第28回日本映画プロフェッショナル大賞・主演男優賞を、本作が映画初出演の玉置玲央が第73回毎日映画コンクール・スポニチグランプリ新人賞を受賞した。

## あらすじ
半年前から死刑囚の教誨師を務めるプロテスタントの牧師・佐伯は、月に2度拘置所を訪れ、年齢や境遇、性格の異なる一癖も二癖もある6人の死刑囚と面会する。独房で孤独に過ごす死刑囚たちにとって、教誨師の佐伯は良き理解者であり、格好の話し相手でもあった。佐伯は死刑囚たちに聖書の言葉を伝え、彼らに寄り添い話に耳を傾け、悔い改めることで安らかな最期を迎えられるよう対話を重ねる。無言を貫く者、真剣に思いを語る者、罪を他人のせいにする者、一貫して攻撃的な態度をとり続ける者...。佐伯は、死刑囚たちに自分の言葉が本当に届いているのか、牧師として本当に正しいことをしているのかと絶えず疑問をもち葛藤する日々を送る。この葛藤を通して忘れたい過去と対峙し、自らの人生と向き合うことになる佐伯。ある日、1人の死刑囚に死刑執行命令が下された。それから数か月後、教誨師として死刑囚との面会を継続していた佐伯は、ある死刑囚から受け取ったグラビアの切り抜きを開く。そこには、聖書の言葉が書かれてあった。

## スタッフ
- 監督・脚本・原案：佐向大
- 撮影：山田達也
- 照明：玉川直人
- 録音・整音：山本タカアキ
- 美術：安藤真人
- 編集：脇本一美
- 衣裳：宮本茉莉
- ヘアメイク：有路涼子
- 助監督：玉澤恭平
- 刑務所所作指導：加藤正明
- 協力：東京キリストの教会、日本ホーリネス教団東京中央教会、日本基督教団エパタ教会、立教大学チャプレン室
- プロデューサー：松田広子
- エグゼクティブプロデューサー：大杉漣、狩野洋平、押田興将

## キャスト
- 佐伯保（教誨師）：大杉漣（少年時代：杉田雷麟）

様々な性格の死刑囚たちと向き合う。
- 高宮真司：玉置玲央

大量殺人事件を起こした青年。自己中心的な性格。
- 野口今日子：烏丸せつこ

関西出身の中年女性。おしゃべりな性格。
- 進藤正一：五頭岳夫

ホームレス。お人よしな性格。
- 小川一：小川登[7]

家族思いだが、気弱な性格。
- 鈴木貴裕：古舘寛治

心を開かない無口な男。
- 吉田睦夫：光石研

ヤクザの組長。明朗快活な性格。
- 佐伯健一：青木柚
- 長谷川陽介：藤野大輝
- 信太昌之、十貫寺梅軒、野村修一、足立智充、春菜めぐみ ほか